# Nikita Malinin
Nikita Malinin, född 4 september 1981 i Moskva i Sovjetunionen, är en rysk sångare. Han är son till Alexander Malinin. En av hans mest kända låtar är Flash in the Night.